# Nina Schenk von Stauffenberg
Elisabeth Magdalena (Nina) Schenk Gräfin von Stauffenberg, geboren als Elisabeth Magdalena (Nina) Freiin  von Lerchenfeld, (Kaunas, destijds Rusland, thans Litouwen, 27 augustus 1913 - Kirchlauter bij Bamberg, 2 april 2006) was de weduwe van de Duitse kolonel Claus Schenk von Stauffenberg die op 20 juli 1944 een mislukte aanslag op Hitler pleegde. 
Eerder, in 1933, was zij met Claus Schenk von Stauffenberg getrouwd; uit hun huwelijk kwamen vijf kinderen voort:
- Berthold Maria Schenk graf von Stauffenberg (1934);
- Heimeran Schenk von Stauffenberg (1936)
- Franz-Ludwig Schenk von Stauffenberg (1938)
- Valerie von l'Estocq (1940–1966)
- Konstanze von Schulthess-Rechberg (1945)

In april 1943 raakte haar man, tijdens een Amerikaanse luchtaanval, in Tunesië zwaar gewond aan rechterhand en twee linkervingers en raakte hij zijn linkeroog kwijt.
De overtuigingen van haar man (beëindiging van de oorlog, einde van de Jodenvervolging, herstel van de rechtstaat) en zijn deelname aan het verzetscomplot waren haar vooraf bekend. Dat hij die aanslag zelf uitvoerde niet. Hun nog zeer jonge kinderen, geïndoctrineerd door hun maatschappelijke omgeving, waren eerder pro-regime gestemd en in eerste instantie onaangenaam verrast toen ze door de radio vernamen dat een aanslag op de Führer was gepleegd. “Das war Pappi”, moet hun moeder hen al gauw hebben medegedeeld. Deze omstandigheden, tezamen met de zwangerschap van een vijfde kind, zullen de belasting voor haar hebben verhoogd.
Als gevolg van de aanslag werd haar man 20 juli zeer laat of 21 juli zeer vroeg, waarschijnlijk na een korte krijgsraad, geëxecuteerd en raakte zij zelf in gevangenschap (Sippenhaftung), samen met alle andere leden van de familie Schenk von Stauffenberg. 
Op 27 januari 1945 werd in een kraamkliniek in Frankfurt aan de Oder het laatste kind uit hun huwelijk geboren. Moeder en kind werden (tot het einde van de oorlog) gescheiden. Enige dagen na deze geboorte en scheiding overleed de moeder van Nina Schenk Gräfin von Stauffenberg in een Russisch gevangenenkamp. Zij werd hierna in Nazi-Duitsland van het ene concentratiekamp naar het andere verplaatst tot zij door de geallieerden werd bevrijd.
Na de Tweede Wereldoorlog herenigde zij zich met haar kinderen in Lautlingen (Baden-Württemberg). Zij legde zij zich toe op een goede verstandhouding tussen de Duitsers enerzijds en de in Duitsland gelegerde Amerikaanse soldaten anderzijds.
Decennia later gaf ze eens te kennen dat het mislukken van de aanslag wellicht het beste was. Was de aanslag wel gelukt dan zou dit misschien tot toestanden die op een burgeroorlog leken, hebben geleid. Daaraan kan worden toegevoegd dat de geallieerden toen intussen al een onvoorwaardelijke overgave van Duitsland eisten, waardoor er vrijwel geen onderhandelingsruimte meer was. En dat de extreme oorlogsmisdaden en de extreem grote schaal waarop deze namens het toenmalige Duitsland plaatsvonden iedere mogelijke coulance bij de geallieerden deed verdampen.

## Gedicht
Na de executie van haar man schreef zij, tijdens haar isolatie in gevangenschap, het volgende gedicht: 
Du bist bei mir,

wenn auch Dein Leib verging.

Und immer ist's, als ob

Dein Arm mich noch umfing.

Dein Auge strahlt mir zu

im Wachen und im Traum.

Dein Mund neigt sich zu mir.

Dein Flüstern schwingt im Raum:

'Geliebtes Kind! Sei stark,

sei Erbe mir!

Wo Du auch immer bist,

ich bin bei Dir!'
Nina Schenk gravin von Stauffenberg, in 1944 in concentratiekamp Ravensbrück.